# 錫爾赫特縣
錫爾赫特縣是孟加拉國錫爾赫特專區的一個縣，位於該國東北部，東、北與印度接壤。面積3,490.40平方公里。2001年人口2,262,483人。
下分十一個鄉。